# Olios rufilatus
Olios rufilatus är en spindelart som först beskrevs av Pocock 1899.  Olios rufilatus ingår i släktet Olios och familjen jättekrabbspindlar. Inga underarter finns listade i Catalogue of Life.